# Юнацька ліга УЄФА
Юнацька ліга УЄФА (англ. UEFA Youth League, початкова назва Ліга чемпіонів УЄФА U-19) — футбольне змагання для юнацьких команд 32 клубів, які беруть участь у груповому етапі Ліги чемпіонів УЄФА та 32 клубів чемпіонів національних першостей серед юнаків. Турнір створений за зразком південноамериканського Кубка Лібертадорес U-20.

## Огляд
Команди у першому розіграші Юнацької ліги УЄФА, грають груповий етап з тим же календарем як і Ліга чемпіонів УЄФА 2013—2014. Турнір відбудеться на «експериментальній основі».
Вісім переможців груп і вісім команд, що зайняли друге місце візьмуть участь в плей-оф. На відміну від основного турніру, переможець визначатиметься за підсумками не двох, а одного матчу, а півфінали, як і фінал будуть проведені на нейтральних полях.
Британські ЗМІ відзначили, що турнір був організований на противагу турніру NextGen Series.
Після дворічного випробувального періоду, Юнацька ліга УЄФА стала постійним турніром УЄФА, починаючи з сезону 2015-16, починаючи з якого кількість учасників турніру розширилася з 32 до 64 команд, щоб дозволити брати участь в ньому чемпіонам першостей серед юнаків найкращих 32 асоціацій відповідно до рейтингу коефіцієнтів УЄФА. 32 юнацькі команди учасників групового етапу Ліги чемпіонів зберігають формат групового етапу, переможці груп якого продовжують брати участь в 1/8 фіналу, а команди, що зайняли друге місце, потрапляють до плей-оф. 32 чемпіони національних першостей серед юнаків грають два раунди матчів на вибування, вісім переможців якого потрапляють до плей-оф, де вони грають один матч вдома проти команди, що зайняла друге місце в шляху Ліги чемпіонів. Починаючи з 1/8 фіналу зберігається старий формат.

## Фінали
| Сезон   | Переможець                        | Рахунок                           | Фіналіст                          | Півфіналісти                      | Стадіон фінального етапу          |
| ------- | --------------------------------- | --------------------------------- | --------------------------------- | --------------------------------- | --------------------------------- |
| 2013–14 | Барселона                         | 3–0                               | Бенфіка                           | Реал Мадрид та Шальке 04          | Спортивний центр Коловрей, Ньйон  |
| 2014–15 | Челсі                             | 3–2                               | Шахтар                            | Андерлехт та Рома                 | Спортивний центр Коловрей, Ньйон  |
| 2015–16 | Челсі                             | 2–1                               | Парі Сен-Жермен                   | Андерлехт та Реал Мадрид          | Спортивний центр Коловрей, Ньйон  |
| 2016–17 | Ред Булл                          | 2–1                               | Бенфіка                           | Барселона та Реал Мадрид          | Спортивний центр Коловрей, Ньйон  |
| 2017–18 | Барселона                         | 3–0                               | Челсі                             | Манчестер Сіті та Порту           | Спортивний центр Коловрей, Ньйон  |
| 2018–19 | Порту                             | 3–1                               | Челсі                             | Барселона та Гоффенгайм 1899      | Спортивний центр Коловрей, Ньйон  |
| 2019–20 | Реал Мадрид                       | 3–2                               | Бенфіка                           | Ред Булл та Аякс                  | Спортивний центр Коловрей, Ньйон  |
| 2020–21 | Скасовано через пандемію COVID-19 | Скасовано через пандемію COVID-19 | Скасовано через пандемію COVID-19 | Скасовано через пандемію COVID-19 | Скасовано через пандемію COVID-19 |
| 2021–22 | Бенфіка                           | 6–0                               | Ред Булл                          | Атлетіко (Мадрид) та Ювентус      | Спортивний центр Коловрей, Ньйон  |
| 2022–23 | АЗ                                | 5–0                               | Хайдук                            | Спортінг (Лісабон) та Мілан       | Стад де Женев, Женева             |
| 2023–24 | Олімпіакос                        | 3–0                               | Мілан                             | Порту та Нант                     | Спортивний центр Коловрей, Ньйон  |
| 2024–25 | Барселона                         | 4–1                               | Трабзонспор                       | АЗ та Ред Булл                    | Спортивний центр Коловрей, Ньйон  |